# Талия (театр, Гамбург)
Театр Талия — один из трех государственных театров в Гамбурге. Он был основан в 1843 году Чарльзом Морисом Шварценбергером и назван в честь музы Талии.
Театр несколько раз переезжал и сейчас находится в центре старого Гамбурга, на улице Рабойсен. Он занимает пятиэтажное здание с лепниной и балконами, арочными сводами и белыми колоннами.
В «Талии» успели поработать режиссеры со всего мира: Корнель Мундруцо (Венгрия), Димитр Гочев (Болгария), Люк Персеваль (Бельгия), Тийт Ойяссо (Эстония), Марина Давыдова (Россия).
Сегодня здесь выступают одни из самых известных  ансамблей Германии, а за сезон здесь проходит около 9 новых спектаклей.
Театр «Талия» часто гастролирует в России. В 2019 году на Чеховский фестиваль привозили «Бурю» по Шекспиру в постановке молодой немецкой режиссуры Йетте Штекель.